# Кемпбелл (місячний кратер)
Кра́тер Ке́мпбелл (лат. Campbell) — великий стародавній метеоритний кратер у північній півкулі зворотного боку Місяця. Кратер названо на честь американських астрономів Леона Кемпбелла (1881—1951) і Вільяма Кемпбелла (1862—1938); затверджено Міжнародним астрономічним союзом у 1970 році. Утворення кратера відбулось у донектарському періоді.

## Опис кратера

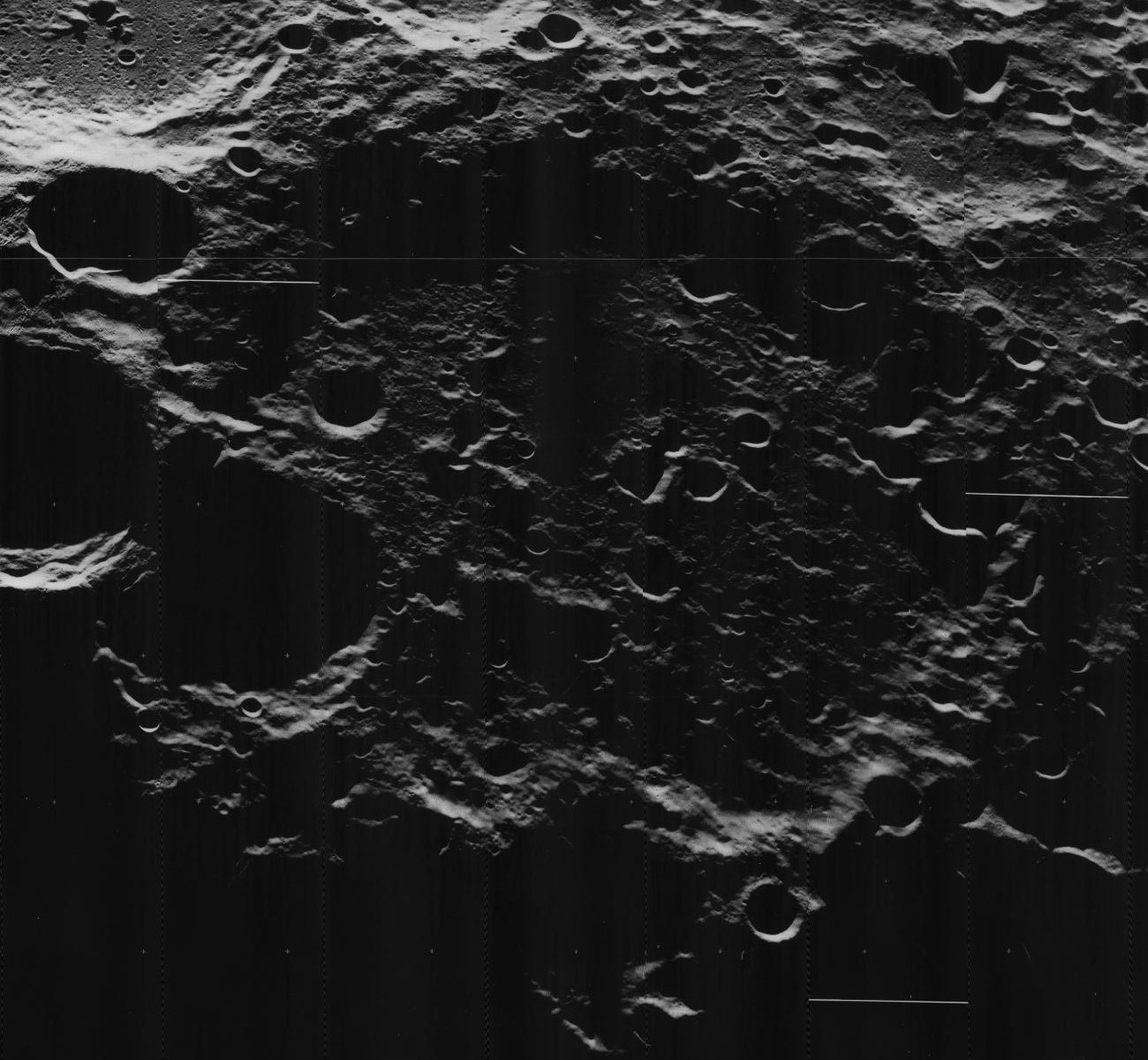
Світлина зонда Lunar Orbiter — V (північ знаходиться праворуч).

Найближчими сусідами кратера є: кратер Де Мораес на заході північному заході; кратер Ван-Райн на північному заході; кратери Слайфер і Д'Аламбер на північному сході; кратер Ланжевен на сході південному сході; кратер Лей, що перекриває південну південно-східну частину валу кратера Кемпбелл; кратер Вінер на південному заході і кратер Позі на заході південному заході. Селенографічні координати центру кратера 45°34′ пн. ш. 152°55′ сх. д. / 45.57° пн. ш. 152.91° сх. д., діаметр 222,5 км, глибина 3,1 км.
Кратер Кемпбелл має полігональну форму і зазнав практично повних руйнувань за тривалий час свого існування. Вал перетворився у нерегулярне кільце хребтів та піків й перекритий безліччю кратерів різного діаметра. Висота валу над навколишньою місцевістю сягає 2 км. Дно чаші пересічене й поцятковане безліччю кратерів, у західній частині чаші розташовується рівнинна зона, затоплена базальтовою лавою, що має альбедо значно нижче ніж навколишня місцевість. Площа цієї зони становить близько 2400 км² і вона може бути порівняльною з невеликим місячним морем.

## Сателітні кратери
| Кемпбелл | Координати                                                  | Діаметр, км |
| -------- | ----------------------------------------------------------- | ----------- |
| A        | 51°46′ пн. ш. 154°26′ сх. д. / 51.76° пн. ш. 154.43° сх. д. | 21,2        |
| E        | 46°20′ пн. ш. 158°53′ сх. д. / 46.33° пн. ш. 158.89° сх. д. | 14,9        |
| N        | 43°12′ пн. ш. 152°10′ сх. д. / 43.2° пн. ш. 152.16° сх. д.  | 22,2        |
| X        | 47°44′ пн. ш. 149°37′ сх. д. / 47.73° пн. ш. 149.61° сх. д. | 23,3        |
| Z        | 48°35′ пн. ш. 153°00′ сх. д. / 48.58° пн. ш. 153° сх. д.    | 23,8        |

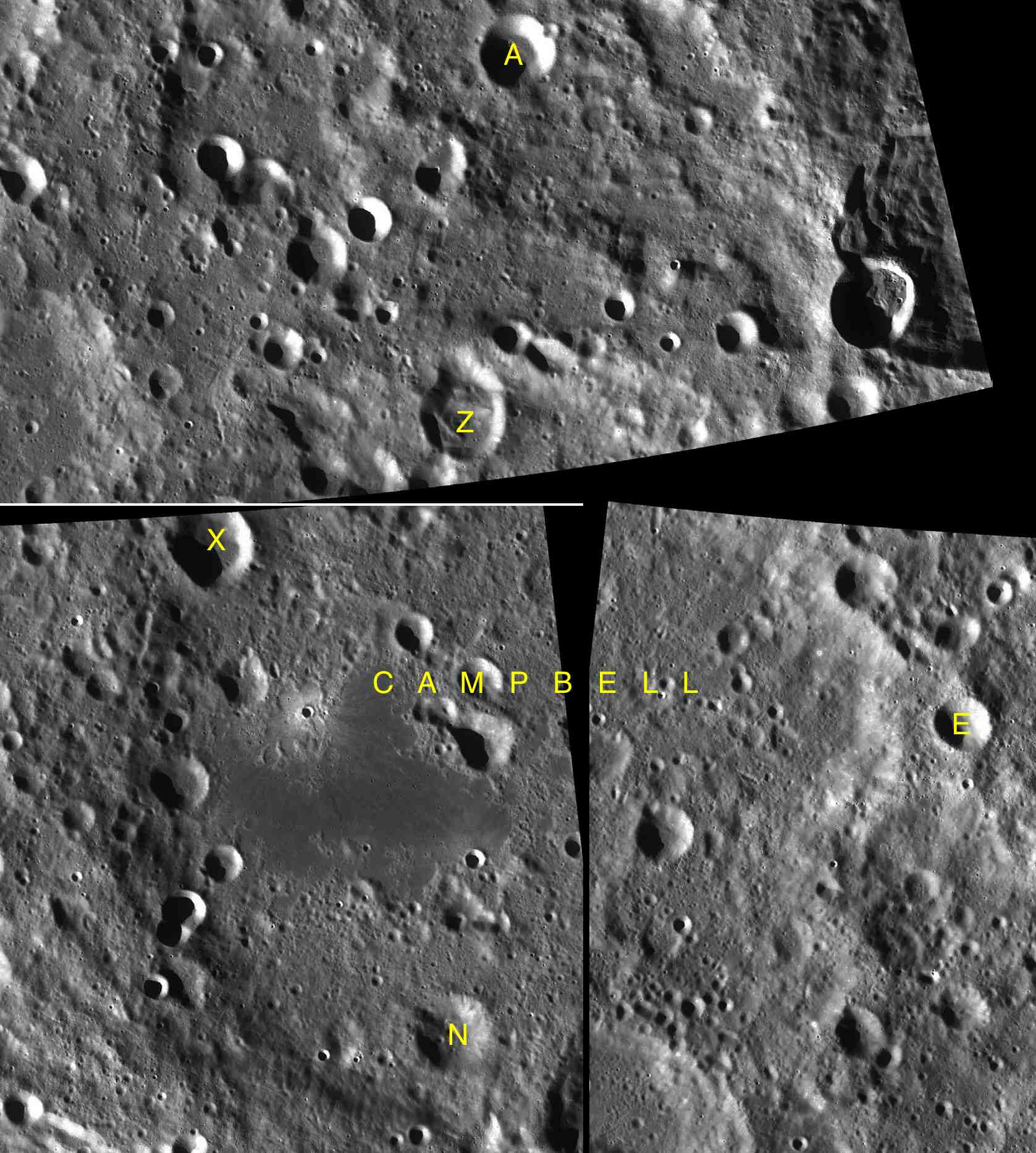
Фрагменти мап LAC-17, LAC-31, LAC-32

- Утворення сателітного кратера Кемпбелл Z відбулось у ранньоімбрійську епоху[1].